# 7980 Senkevich
7980 Senkevich este un asteroid din centura principală de asteroizi.

## Descriere
7980 Senkevich este un asteroid din centura principală de asteroizi. A fost descoperit pe 3 octombrie 1978 la Observatorul de Astrofizică din Crimeea de Nikolai Cernîh. El prezintă o orbită caracterizată de o semiaxă mare de 2,82 ua, o excentricitate de 0,08 și o înclinație de 1,6° în raport cu ecliptica.